# Psilomorphini
Los psilomorfinos (Psilomorphini) son una tribu de coleópteros crisomeloideos de la familia Cerambycidae.

## Géneros
Tiene los siguientes géneros:
- Arcucornus Scambler, 1997
- Ischnauchen Scambler, 1993
- Psilomorpha Saunders, 1850